# Советский (Крым)
Сове́тский (до 1944 — Ички́, крымскотат. İçki, Ички, укр. Совєтський) — посёлок городского типа в Советском районе Крыма.
Административный центр Советского района и Советского сельского поселения (Советского поселкового совета).

## История

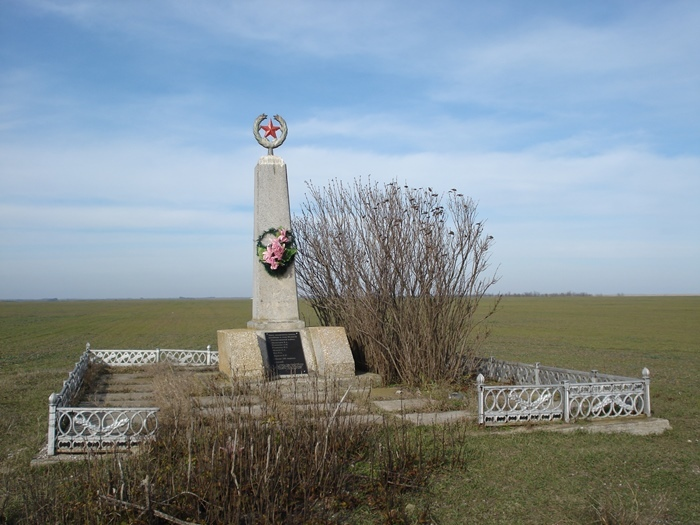
Братская могила

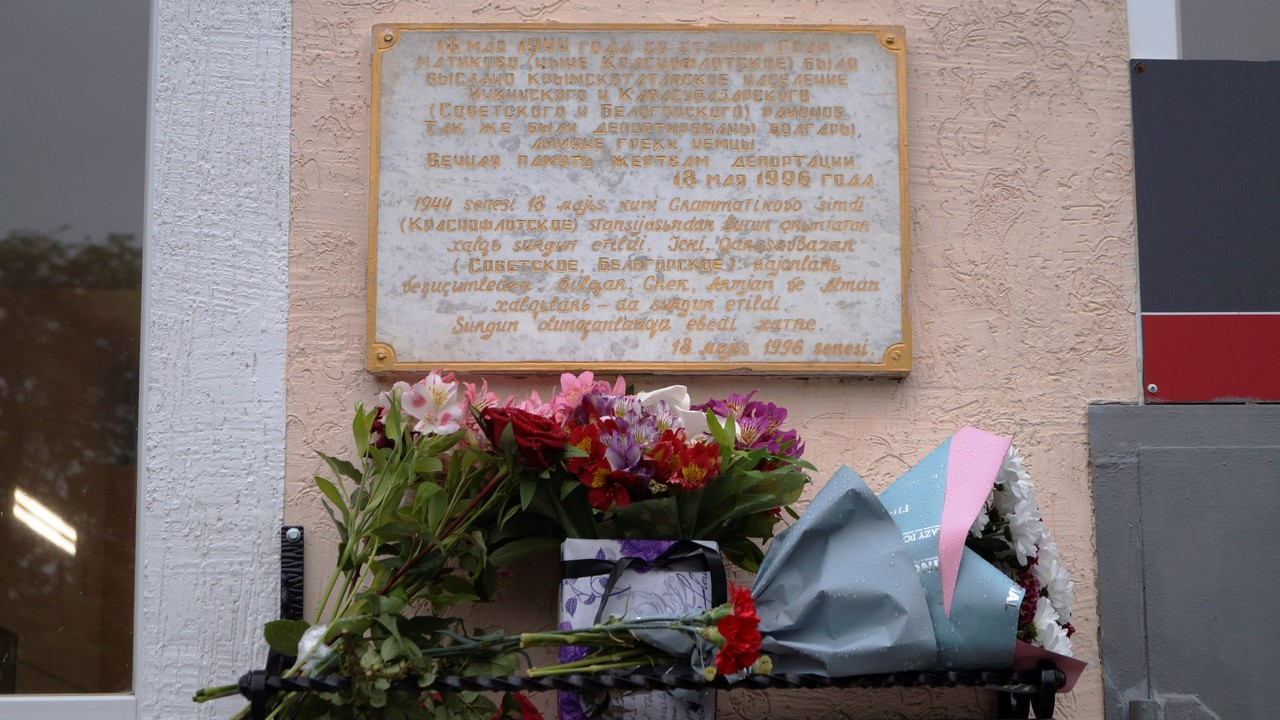
Мемориальная табличка депортированным

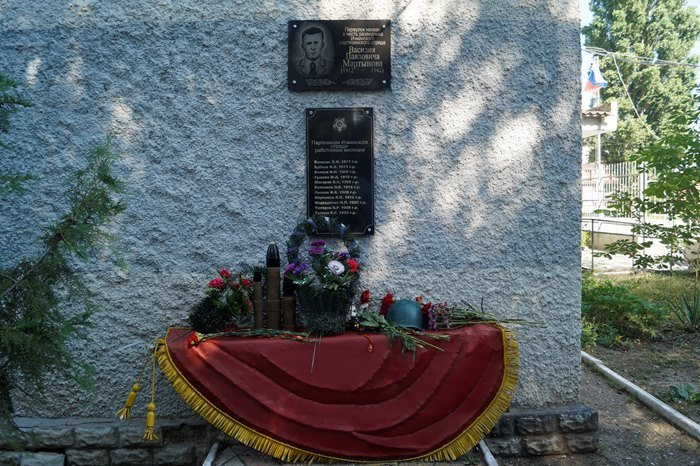
Мемориальная доска Партизанам Ичкинского отряда — работникам милиции

Первое документальное упоминание села встречается в Камеральном Описании Крыма… 1784 года, судя по которому, в последний период Крымского ханства Ой Кичи входил в Кучук Карасовский кадылык Карасьбазарскаго каймаканства. После присоединения Крыма к России (8) 19 апреля 1783 года, (8) 19 февраля 1784 года, именным указом Екатерины II сенату, на территории бывшего Крымского Ханства была образована Таврическая область и деревня была приписана к Левкопольскому, а после ликвидации в 1787 году Левкопольского — к Феодосийскому уезду Таврической области. После Павловских реформ, с 1796 по 1802 год, входила в Акмечетский уезд Новороссийской губернии. По новому административному делению, после создания 8 (20) октября 1802 года Таврической губернии, Ички был включён в состав Байрачской волости Феодосийского уезда.
По Ведомости о числе селений, названиях оных, в них дворов… состоящих в Феодосийском уезде от 14 октября 1805 года, в деревне Ички числилось 7 дворов и 66 жителей крымских татар. На военно-топографической карте генерал-майора Мухина 1817 года деревня Ичке обозначена с 16 дворами. После реформы волостного деления 1829 года Ички, согласно «Ведомости о казённых волостях Таврической губернии 1829 года», отнесли к Учкуйской волости (переименованной из Байрачской). Затем, видимо, в результате эмиграции крымских татар в Турцию, население сократилось и на карте 1842 года Ички обозначены условным знаком «малая деревня», то есть, менее 5 дворов.
В 1860-х годах, после земской реформы Александра II, деревню приписали к Шейих-Монахской волости. Согласно «Списку населённых мест Таврической губернии по сведениям 1864 года», составленному по результатам VIII ревизии 1864 года, Ички — владельческая деревня немецких колонистов и татар с 14 дворами, 84 жителями и мечетью при колодцах. По обследованиям профессора А. Н. Козловского начала 1860-х годов, в селении были колодцы с пресной водой глубиною не более 1,5 саженей (3 м). На трёхверстовой карте Шуберта 1865—1876 годов деревня Ички обозначена с 15 дворами.
По Статистическому справочнику Таврической губернии. Ч.II-я. Статистический очерк выпуск пятый Феодосийский уезд, 1915 год, в посёлке Ички Андреевской волости Феодосийского уезда числилось 38 дворов со смешанным населением в количестве 9 человек приписных жителей и 276 — «посторонних».
По Списку населённых пунктов Крымской АССР по Всесоюзной переписи 17 декабря 1926 года, в селе Ички, центре Ичкинского сельсовета Феодосийского района, числилось 257 дворов, из них 206 некрестьянских, население составляло 899 человек, из них 533 русских, 175 немцев, 47 евреев, 40 армян, 34 грека, 27 татар, 22 украинца, 7 чехов, 6 болгар, 8 записаны в графе «прочие», действовали русская и немецкая школы I ступени
В начале 1941 года в селе Ички жило до 5,4 тысяч человек и оно было отнесено к категории рабочих посёлков (пгт).
Во время Великой Отечественной войны, в сентябре-октябре 1941 на базе советского партийного и хозяйственного актива был сформирован Ичкинский партизанский отряд 2-го партизанского района (Карасу-Базарские леса) под командованием М. И. Чуба, директора Окреченского сельскохозяйственного техникума. Отряд дал первый крупный бой с противником у Нижнего Кок-Асана 3 ноября 1941 и прославился многими другими операциями.
По инициативе совета музея и первого комиссара Ичкинского партизанского отряда В. А. Золотовой улицы поселка Советского названы именами партизан и подпольщиков М. И. Чуба, И. Я. Бабичева, И. Е. Мотяхина, В. П. Мартынова, В. А. Золотовой, В. Сташевского, Г. Дивинского. В районной газете «Присивашье» была опубликована серия статей под рубрикой «Их именами названы улицы нашего посёлка».
14 декабря 1944 года рабочий посёлок Ички был переименован в рабочий посёлок Советский. При этом в указе 1948 года он упоминается как село Советское, а по переписи 1959 года он уже значится как посёлок городского типа Советский.
После распада СССР посёлок включён в состав Автономной Республики Крым Украины.
В ходе аннексии Крыма Российской Федерацией посёлок вошёл в состав провозглашённой 17 марта 2014 года Республики Крым, которая 18 марта 2014 года присоединена к Российской Федерации, как новый регион Республика Крым.
12 мая 2016 года парламент Украины принял постановление о возвращении посёлку исторического названия Ички (укр. Ічкі), в соответствии с законами о декоммунизации, однако данное решение не вступает в силу до «возвращения Крыма под общую юрисдикцию Украины».

## Население

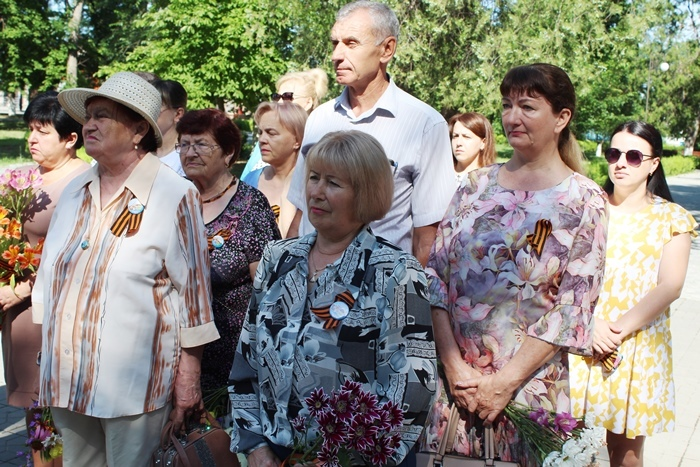
Жители посёлка

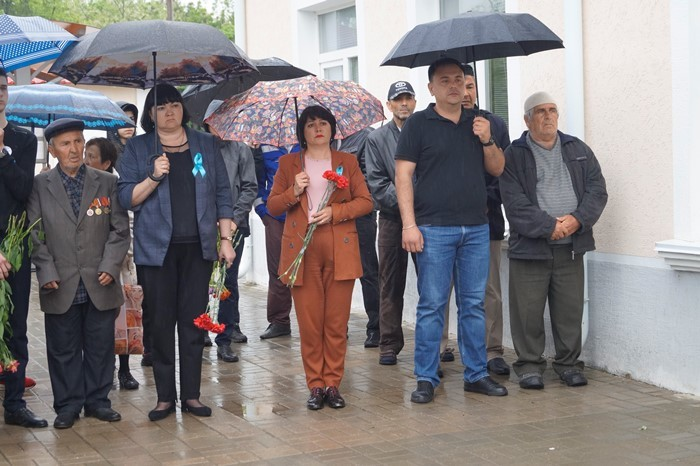
Жители посёлка

| 1926    | 1939    | 1959    | 1970    | 1979    | 1989    |
| ------- | ------- | ------- | ------- | ------- | ------- |
| 899     | ↗2356   | ↗5173   | ↗7461   | ↗8246   | ↗9979   |
| 2001    | 2009    | 2010    | 2011    | 2012    | 2013    |
| ↗10 933 | ↘9785   | ↗9887   | ↗9947   | ↗9957   | ↗9996   |
| 2014    | 2015    | 2016    | 2017    | 2018    | 2019    |
| ↗10 324 | ↗10 410 | ↘10 398 | ↘10 365 | ↘10 326 | ↘10 267 |
| 2020    | 2021    |         |         |         |         |
| ↘10 242 | ↘9498   |         |         |         |         |

## Экономика

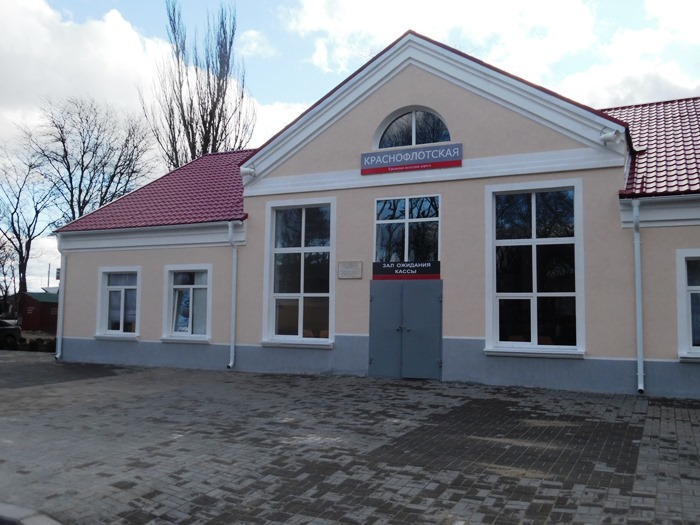
Станция «Краснофлотская»

В поселке действуют сельэнерго-, райагрострой-, инкубаторно-птицеводческое предприятие и другие предприятия местного значения, которые занимаются обслуживанием сельскохозяйственных предприятий района. Наибольшие предприятия: комбинат хлебопродуктов (продан в частные руки при Украине), винодельческий завод, типография (распродана основная часть оборудования, и передана в частные руки). На территории района действует 449 предприятий. Торговое обслуживание населения осуществляют предприятия потребительской кооперации и предпринимательские структуры.

### Транспорт
Через посёлок проходит железнодорожная линия Керчь — Джанкой (станция Краснофлотская), которая разделяет его территорию на две приблизительно равных части. С юго-запада вдоль поселка проходит магистральная трасса Северо-Крымского канала. Возле расположена транзитная автодорога, которая связывает посёлок с другими районами Крыма.

## Социальная сфера

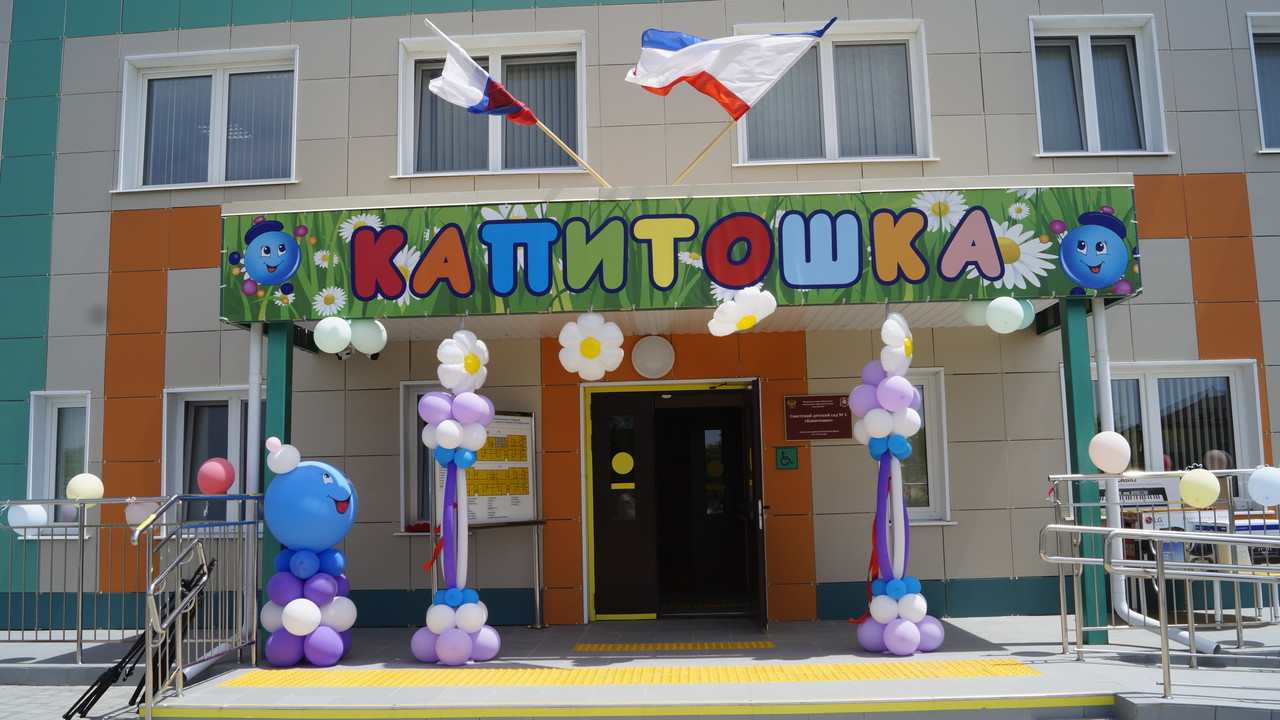
Детский сад «Капитошка»

В посёлке три общеобразовательных школы: Советская средняя школа № 1; Советская средняя школа №2 им. Героя Советского Союза П.П. Исаичкина» и Советская средняя школа № 3 с крымскотатарским языком обучения. Также есть техникум механизации и гидромелиорации сельского хозяйства; центральная районная больница, аптеки; музыкальная школа, 2 библиотеки.